# Souvigné-sur-Même
Souvigné-sur-Même település Franciaországban, Sarthe megyében. Lakosainak száma 160 fő (2022. január 1.). Souvigné-sur-Même La Ferté-Bernard, Préval, Saint-Germain-de-la-Coudre, Avezé és Cherré-Au községekkel határos.

## Népesség
A település népessége az elmúlt években az alábbi módon változott:
| Lakosok száma | 183  | 179  | 185  | 174  | 170  | 165  | 163  | 160  | 160  |
|               | 2013 | 2015 | 2016 | 2017 | 2018 | 2019 | 2020 | 2021 | 2022 |